# Nordiska mästerskapet 1986 (volleyboll, damer)
Nordiska mästerskapet 1986 i volleyboll för damer spelades 8-10 maj 1986 i Täby, Sverige.

## Slutställning[2]
| Pos. | Landslag | Poäng |
| ---- | -------- | ----- |
| 1    | Sverige  | 8     |
| 2    | Norge    | 6     |
| 3    | Finland  | 4     |
| 4    | Danmark  | 2     |
| 5    | Färöarna | 0     |